# Meluem
Meluem is een bestuurslaag in het regentschap Bener Meriah van de provincie Atjeh, Indonesië. Meluem telt 105 inwoners (volkstelling 2010).